# Abwehrstelle Arras

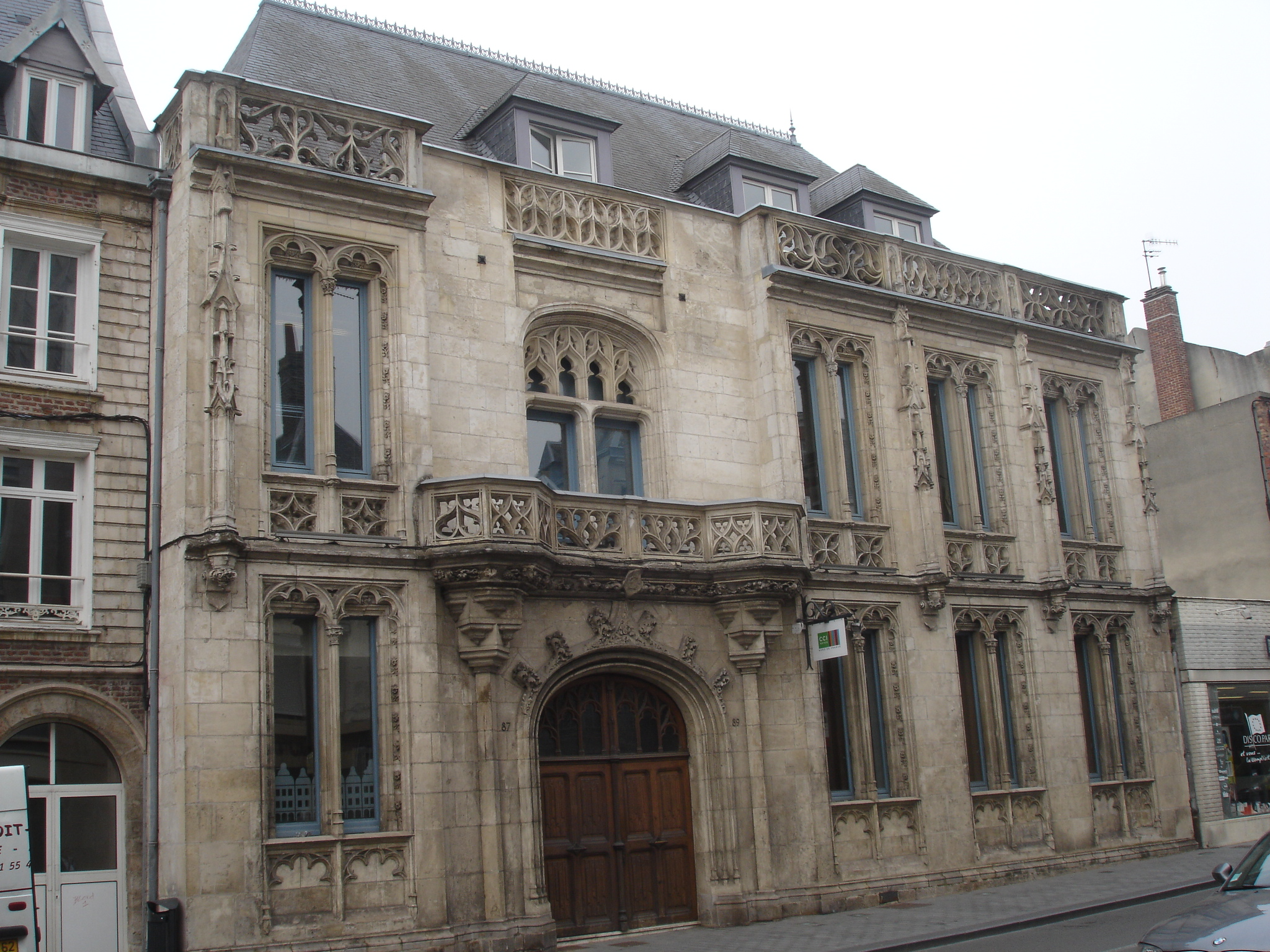
Hôtel de Commerce in der Rue Saint-Aubert, 1944 Sitz der Abwehrstelle Arras

Die Abwehrstelle Arras (kurz Abwehr Arras oder Ast Arras), auch Abwehrstelle 430 genannt, war von Dezember 1943 bis August 1944 eine deutsche Stelle der Abwehr in Arras im Norden Frankreichs, damals unter der Militärverwaltung in Belgien und Nordfrankreich. Sie behielt diese Bezeichnung bis zum Ende des Zweiten Weltkrieges, auch nachdem sie im Juli 1944 Arras verlassen hatte.

## Aufgabe
Während ihres Aufenthaltes in Frankreich (Dez. 1943-August 1944) hatte die Abwehrstelle Arras für den Schutz der V1-Flugbomben zu sorgen, als deren „Schutzengel“ sie bezeichnet wurde. Ihre Ziele waren präzise festgelegt:
- Überwachung der Abschussgebiete der V1 in den Departements Nord, Pas-de-Calais, Aisne und Somme, später auch (ultérieurement) im Département Manche.
- Begleitschutz der Flugkörperteile von der deutschen Grenze bis zu den Abschussrampen.

Nach einem Bericht der französischen Regierung von Oktober 1945 war die Tätigkeit der Abwehrstelle Arras in Frankreich bis zuletzt sehr effektiv; ein unberechtigter Zugang in das V1-Abschussgebiet (Zone interdite) war fast unmöglich.
Der Stab der Abwehrstelle Arras wurde wegen der alliierten Bombardements im April 1944 von Arras nach Senlis, dann nach Brüssel verlegt. Bis zum 1. September 1944 waren aber noch Agenten der Abwehrstelle Arras im Raum Lille tätig, die dann über Arnheim und Wiescheid (bei Siegburg) nach Almelo und Ahaus zogen, wo in der Villa van Delden im März 1945 der Kommandierende General der um Ahaus stationierten V2-Waffen stationiert war. Bis April 1945 sind im Raum Ahaus Agenten der weiterhin so genannten Abwehrstelle Arras tätig, die für den Schutz der dort bis zum Kriegsende abgeschossenen V2-Raketen zuständig waren.

## Organisation
Die seit März 1943 in der Nähe der französischen Kanalküste durch die Organisation Todt gebauten V1-Abschussrampen wurden im September 1943 durch die Royal Air Force weitgehend zerstört. Wegen der zentralen Bedeutung, die Hitler und das OKW den V-Waffen zuschrieben, wurde der sofortige Aufbau einer speziell für den Schutz dieser Waffen zuständigen Abwehrorganisation beschlossen.
Diese neue Abwehrstelle wurde dem Generalkommando LXV. Armeekorps z. b. V. zugeordnet. Mit diesem Generalkommando, das am 28. November 1943 für die Durchführung des V-Waffen-Einsatzes gegen England aufgestellt worden war,
unterstand die Abwehrstelle Arras direkt dem OKW in Berlin und gehörte nicht zu den deutschen Abwehrstellen Frankreich und Belgien.
Daher wurde sie auch nicht, wie die übrigen Dienststellen der Abwehr in Frankreich und Belgien, im September 1944 dem Reichssicherheitshauptamt (RSHA) unterstellt.
Die Abwehrstelle Arras ist von der 1940 eingerichteten Abwehr-Nebenstelle Lille zu unterscheiden, die der Abwehrstelle Belgien in Brüssel und damit dem Leiter der deutschen Abwehr, Wilhelm Canaris, unterstand.

## Personal
Der zur Abwehrstelle Arras gehörende Personenkreis bestand aus den Stabsoffizieren (mit Büropersonal), den deutschen Geheimagenten (im Unteroffiziersrang, mit Decknamen), den diesen Geheimagenten zugeordneten Spitzeln (frz. Indicateurs, überwiegend Franzosen, teilweise Belgier) und den französischen Freundinnen dieser Geheimagenten (frz. maîtresses).

### Stab
- Leiter: Oberstleutnant Erich Heidschuch.
- Bürooffizier: Rentzsch, Chef der Geheimen Feldpolizei Arras, nach seinem Tod: Hauptmann Henneps.
- Leiter Abt. IIIH: Hauptmann Hans Maetschke, vorher in Lille.
- Leiter Abt. IIIL: Major Erwin Albert Römmele, vorher Abwehr-Nebenstelle Lille Abt. IIIL.
- Leiter Abt. IIIF: Hauptmann Dr. Karl Hegener (Deckname: Dr. Haase), vorher Abwehr-Nebenstelle Lille Abt. IIIF; ab März 1944: Major Walter Schwebbach.
- Leiter der Außenstelle St. Quentin: Oberleutnant Kampf.

### Geheimagenten
Für die Abwehrstelle Arras waren unterhalb des Stabs etwa acht bis zehn deutsche Geheimagenten – überwiegend als V-Person-Führer – in den Dienstgraden Unteroffizier und Feldwebel tätig, die über sehr gute französische Sprachkenntnisse verfügen mussten. Wie in anderen Abwehrstellen der von der Wehrmacht besetzten Gebiete bestand ihre Aufgabe darin, mit Hilfe von Spitzeln in Sabotage- oder Schleuser-Netze der Résistance einzudringen, um deren Mitglieder zu Verhören der Geheimen Feldpolizei zu melden.

### Spitzel und Freundinnen
Die deutschen Geheimagenten rekrutierten gegen Geldzahlungen französische oder belgische Spitzel, mit deren Hilfe sie dann in die Netze der Resistance einzudringen versuchten. Nach Ansicht der französischen Militärbehörden gehörten dazu auch die Freundinnen der deutschen Geheimagenten. Tatsächlich aber ist in den Fällen, in denen gesicherte Informationen vorliegen, deutlich erkennbar, dass sich die jungen Frauen (etwa 20–25 Jahre alt) den deutschen Geheimagenten aus Liebe anschlossen; eine konkrete geheimdienstliche Mithilfe als Spitzel ist in diesen Fällen bisher nicht nachweisbar.

## Strafverfahren nach dem Krieg
Nach dem Krieg wurden alle Mitglieder der Abwehr durch die Besatzungsmächte zwar automatisch in Internierungslager eingewiesen (Automatischer Arrest), doch kam es nicht zu Verurteilungen durch die französische Militärgerichtsbarkeit. Allein die Tätigkeit in der Abwehr wurde bei Deutschen (!) als nicht strafbarer militärischer Dienst für das Vaterland betrachtet.
Gegen Heidschuch und mehrere weitere Personen, die seitens der französischen Militärbehörden der Abwehrstelle Arras zugerechnet wurden, wurde im September 1946 vor dem französischen Militärgericht in Metz Anklage erhoben wegen Mordes an über 150 Gefangenen, die von 1942 bis 1945 in der Zitadelle von Arras wegen Sabotage hingerichtet worden waren. Die Verfahren wurden im November 1949 durch den Untersuchungsrichter mit dem Vermerk „Non-lieu“ eingestellt.